# 郝景芳
郝景芳（1984年7月27日—），天津人，中国当代女性科幻作家。

## 生平
郝景芳1984年出生于天津，居住于河西区小海地。9歲時受到《十萬個為什麼》的影響，立志成為一名科學家。郝景芳曾就读于天津市耀华中学。2002年，獲得全国中学生第四届新概念作文大赛一等奖，得到北大中文系的免試錄取，但因想成為科學家，考入清華物理系。
2006年毕业于清华大学物理系，2006年-2008年就讀於清華大學天體物理中心，2013年取得清华大学经管学院博士學位。
2016年凭借作品《北京折疊》获得第74届雨果奖最佳中短篇小说奖，成为继刘慈欣之后第二位获得雨果奖的中国科幻作者。
2016年，出版非科幻的長篇小說《生于一九八四》。
2017年，出版短篇科幻小說集《人之彼岸》，獲得2017年度華語文學傳媒大獎最具潛力新人獎。

## 主要作品
| 时间      | 作品名称                       | 出版社         | 体裁   | ISBN          | 备注             |
| --------- | ------------------------------ | -------------- | ------ | ------------- | ---------------- |
| 2021-10-1 | 《中国前沿：不如问问科学家吧》 | 中信出版社     | 小说   | 9787521736120 |                  |
| 2020-4    | 《长生塔》                     | 贵州人民出版社 | 小说   | 9787221158093 | 出品方: 京贵传媒 |
| 2020-5    | 《孩子，愿你一生勇敢心中有光》 | 中信出版集团   | 散文集 | 9787521719819 |                  |

## 获奖记录
- 2002年全国中学生第四届新概念作文大赛，一等奖。
- 2007年中国科幻银河奖（第十九届），读者提名奖，《祖母家的夏天》。
- 2016年雨果奖（第74届），最佳中短篇小说奖，《北京折疊》。
- 2017年第十六屆華語文學傳媒大獎年度最具潛力新人獎，《人之彼岸》。
- 2018年第一屆梁羽生文學獎科幻小說類大獎，《孤獨深處》。[7]